# Тато Грігалашвілі
Тато Грігалашвілі (1 грудня 1999 , Горі ) — грузинський дзюдоїст, срібний призер Олімпійських ігор 2024 року, триразовий чемпіон світу, дворазовий чемпіон Європи.

## Спортивні результати на міжнародних змаганнях

### Виступи на Олімпіадах
| Змагання                    | Місце проведення | Вагова категорія | Місце   |
| --------------------------- | ---------------- | ---------------- | ------- |
| Літні Олімпійські ігри 2020 | Токіо, Японія    | до 81 кг         | 5 місце |
| Літні Олімпійські ігри 2024 | Париж, Франція   | до 81 кг         | Срібло  |
| Літні Олімпійські ігри 2024 | Париж, Франція   | змішана команда  | 9 місце |

### Виступи на Чемпіонатах світу
| Змагання                                   | Місце проведення                     | Вагова категорія | Місце   |
| ------------------------------------------ | ------------------------------------ | ---------------- | ------- |
| Чемпіонат світу з дзюдо серед юніорів 2017 | Загреб, Хорватія                     | до 73 кг         | Бронза  |
| Чемпіонат світу з дзюдо серед юніорів 2018 | Нассау, Багамські Острови            | до 81 кг         | 7 місце |
| Чемпіонат світу з дзюдо серед юніорів 2019 | Марракеш, Марокко                    | до 81 кг         | Бронза  |
| Чемпіонат світу з дзюдо 2021               | Будапешт, Угорщина                   | до 81 кг         | Срібло  |
| Чемпіонат світу з дзюдо 2022               | Ташкент, Узбекистан                  | до 81 кг         | Золото  |
| Чемпіонат світу з дзюдо 2023               | Доха, Катар                          | до 81 кг         | Золото  |
| Чемпіонат світу з дзюдо 2024               | Абу-Дабі, Об'єднані Арабські Емірати | до 81 кг         | Золото  |

### Виступи на Чемпіонатах Європи
| Змагання                                    | Місце проведення   | Вагова категорія | Місце      |
| ------------------------------------------- | ------------------ | ---------------- | ---------- |
| Чемпіонат Європи з дзюдо серед кадетів 2016 | Вантаа, Фінляндія  | до 73 кг         | 1/8 фіналу |
| Чемпіонат Європи з дзюдо серед юніорів 2017 | Марибор, Словенія  | до 73 кг         | Бронза     |
| Чемпіонат Європи з дзюдо серед юніорів 2018 | Софія, Болгарія    | до 81 кг         | Срібло     |
| Чемпіонат Європи з дзюдо серед юніорів 2019 | Вантаа, Фінляндія  | до 81 кг         | Золото     |
| Чемпіонат Європи з дзюдо серед молоді 2020  | Пореч, Хорватія    | до 81 кг         | Золото     |
| Чемпіонат Європи з дзюдо 2020               | Прага, Чехія       | до 81 кг         | Золото     |
| Чемпіонат Європи з дзюдо серед молоді 2021  | Будапешт, Угорщина | до 81 кг         | Золото     |
| Чемпіонат Європи з дзюдо 2022               | Софія, Болгарія    | до 81 кг         | Золото     |
| Чемпіонат Європи з дзюдо 2023               | Монпельє, Франція  | до 81 кг         | Срібло     |
| Чемпіонат Європи з дзюдо 2024               | Загреб, Хорватія   | до 81 кг         | Золото     |

## Зовнішні посилання
- Тато Грігалашвілі на сайті International Judo Federation (англійська)
- Тато Грігалашвілі на сайті JudoInside.com (англійська)
- Тато Грігалашвілі на сайті AllJudo.net (французька)
- Тато Грігалашвілі на сайті Olympics.com (англійська)
- Тато Грігалашвілі на сайті Olympedia (англійська)